# Aszód-Kartal-Magyalospuszta kisvasút
Aszód- Kartal- Magyalospuszta kisvasút
Aszód MÁV vasútállomásától vezetett négy csúcsfordítón (?) felfelé, Kartal község felé a 760 mm nyomtávú keskeny vasút. Azon túl még kb 5-6 km-t tett meg Magyalospusztáig. Így összesen 11,2 km volt a vonal hossza, ami egyetlen fővonalból állt. Feltehetően a második világháború után épült, de legkésőbb az '50-es évek elején.
A vasút gazdasági célok miatt épült, személyszállítás a vonalon tudomásom szerint nem volt. A Kartal és Magyalospuszta környéki terményeket szállították Aszód vasútállomására, ahol átrakodták a nagyvasúti kocsikba. Magyalospuszta jelenleg nem létező település, csak egy temető és egy templomrom (?) jelzi valamikori voltát. Amikor létezett, akkor is legfeljebb néhány háza lehetett. Ugyanígy a kisvasút sincs már meg, az 1968-as közlekedéspolitikai koncepció megkongatta a vészharangot felette, majd a sírját is megásta. Aszód és Verseg határában még fel lehet fedezni az egykori töltést, a többi helyen szétszántották, vagy a talaj erózió semmisítette meg. 
| Szakasz                     | Hossz (km) |
| Aszód-Kartal-Püspökmagyalos | 11,3       |
| Emsepusztai vonal           | 2,7        |
| Hálózathossz:               | 13,9       |
| Ebből létezik:              | 0,0        |

Cikk Magyalospusztáról
Videó a kisvasút feltételezett helyéről 